# Jón Páll Bjarnason

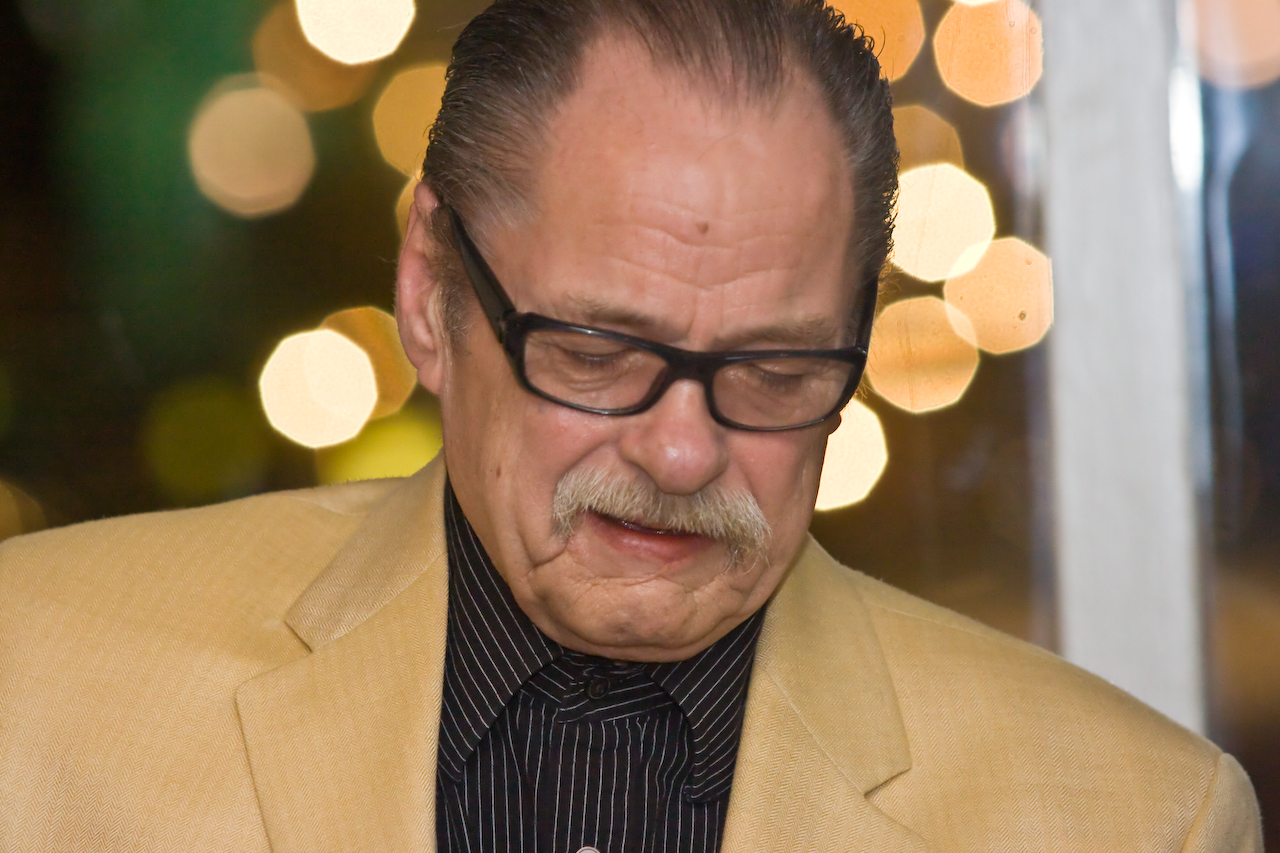
Jón Páll Bjarnason (2008)

Jón Páll Bjarnason (* 6. Februar 1938 in Seyðisfjörður; † 16. August 2015) war ein isländischer Jazzgitarrist, der zu den Pionieren des isländischen Modern Jazz gehörte.

## Leben und Wirken
Jón Páll war der Sohn von Anna G. Jónsdóttir, von Beruf Krankenschwester, und Gunnar Bjarnason, einem Ingenieur und Leiter der Nationalen Ingenieursschule. Als Kind lernte er Cello und Klavier und studierte bis 1957 klassische Musik. An der elektrischen Gitarrist war er Autodidakt. Als professioneller Musiker arbeitete Jón Páll Bjarnason ab 1955 in Island und gründete 1957 eine Jazzcombo, dann war er in Dänemark und Schweden tätig; außerdem spielte er auf Kreuzfahrtschiffen in der Karibik. In seinen späteren Jahren erwarb er in den Vereinigten Staaten, wo er unter anderem in der Bigband von Buddy Rich tätig war, einen weiteren Universitätsabschluss in Musik. Ab 2000 unterrichtete er, zurück in Island, an der FÍH-Musikschule und der Grundschule Akranes. Páll war drei Mal verheiratet: mit der Sängerin Ellý Vilhálms, mit der Stewardess Erna Haraldsdóttir (die 1978 bei einem Flugzeugabsturz ums Leben kam) und mit der amerikanischen Autorin Roberta Ostroff. Im Bereich des Jazz war er zwischen 1959 und 2002 an sieben Aufnahmesessions beteiligt, neben Aufnahmen unter eigenem Namen auch bei Ragnheiður Gröndal, Megas, Scotty Young und Frank Collett.

## Diskographische Hinweise
- Trio Jons Pals (Jazzvakning, 1959), mit Gunnar Ormslev (ts), Sigurbjorn Inghvorsson (b)
- Ice (Peridot, 1990), mit Ray Pizzi, Andy Simpkins, Lew Malin
- 2 Jazz Guitars (Tonalion, 2002), mit Olafur Gaukur